# Versus (Isidoro di Siviglia)
I Versus Isidori, di Isidoro di Siviglia, sono composti da 27 poemi in distici elegiaci. Alcuni di essi furono copiati sui muri e gli armadietti dove venivano conservati i manoscritti della Biblioteca del Palazzo Episcopale di Siviglia ai tempi di Isidoro (da I a XV), altri decoravano l’infermeria episcopale (da XVI a XVIII), la farmacia o la sala in cui si preparavano i medicamenti (da XIX a XXIV), e lo scriptorium (da XXV a XXVII).

## Isidoro e la poesia
All’interno della produzione di Isidoro di Siviglia colpisce l’assenza di un’opera poetica all’altezza delle sue composizioni in prosa. Ad eccezione di alcune espressioni di lirismo emotivo, comparse nelle sue opere, e dei tituli, sembra che nessun altro trattato poetico possa essere attribuito ad Isidoro con una parvenza di verità. Tale rinuncia alla composizione poetica, secondo Sánchez Martín, editore dei Versus, non è altro che segnale della modernità di Isidoro, il quale, con spirito essenzialmente pragmatico e utilitaristico, si sforzò di creare nuove forme di espressione. Pur conservando la colorazione retorica della poesia classica, Isidoro puntò alla redazione di opere più accessibili ai suoi contemporanei e allo stesso tempo capaci di trasmettere il messaggio ideologico delle sue esigenze pastorali. Proprio quest’etica utilitaristica prevale nei numerosi passaggi delle Allegoriae e dei Prooemia, che sono piene di parallelismi, paronomasie e altri dispositivi poetici tradizionali, applicati ad una prosa che possiamo già definire ritmica. L'interesse che Isidoro mostra per la poesia epigrammatica è evidente dal posto di rilievo dato all'epigramma nella sezione dedicata all'enumerazione dei generi poetici nel Libro I delle Etymologiae.

## Contenuti, lingua e stile
Essendo i tituli copiati a parete, nei manoscritti non troviamo una disposizione uniforme. La serie prende avvio, in ogni manoscritto, con un titulus di carattere generale (titulus I o II, a seconda delle diverse versioni), che serve da introduzione al contenuto della biblioteca e alle opere dei differenti autori. In termini spaziali questo titulus doveva trovarsi molto vicino all’ingresso della biblioteca, come dimostra l’invito al lettore ad assaporare il contenuto dei volumi: “qui cupis ecce lege” (v. I, 2)
Una seconda parte di questo blocco è costituito dai tituli dedicati ai Padri della Chiesa: sebbene non ci sia completa coincidenza nei manoscritti sullo specifico ordine di questo gruppo di epigrammi, il fatto non appare rilevante poiché vi è assoluta unanimità in quanto alle figure prese in considerazione. Se pensiamo ad una stanza dipinta da entrambi i lati, la disposizione dei tituli varia a seconda della posizione in cui si trova il trascrittore e alla scelta di cominciare partendo dal lato destro o dal lato sinistro della sala. L’ordine proposto dall’editore pone in prima posizione Origene, a cui seguono Ilario-Ambrogio, Agostino-Girolamo, Crisostomo-Cipriano. In queste poesie Isidoro, forse senza volerlo consapevolmente, ha costituito un canone della letteratura patristica che poi sopravviverà in tutte le biblioteche medievali.
Il latino dei Versus è generalmente caratterizzato da un notevole grado di correttezza: l’uso abbondante di iperbati e le frequenti dislocazioni verbali, così atipiche dello stile isidoriano, sono facilmente attribuibili alla necessità di adattarsi alla struttura del metro. Troviamo poi una serie di particolarità morfologiche e sintattiche, ben individuate dall’editore, riflesso dell’evoluzione della lingua isidoriana rispetto alla “norma” classica. Per esempio, possiamo notare l’estensione dell’uso dell’accusativo nel completamento del significato di alcuni verbi che richiedevano un altro caso, come il deponente fruor in “fruimur ... herbas” (XIX, v. 7).

## Datazione, fonti e tradizione testuale
L’editore Sánchez Martín conferma un’attribuzione indiscutibile di queste composizioni a Isidoro di Siviglia, ipotesi confermata da J.C. Martín Iglesias. Cronologicamente i Versus non possono essere stati realizzati molto prima della fine del VI secolo, poiché vi sono già due tituli dedicati a Leandro e Gergorio Magno, morti rispettivamente nel 600 e nel 604 e posti sullo stesso piano dei grandi Dottori della Chiesa e dei grandi autori affermati, condizione che fissa la composizione almeno a qualche anno dopo la loro morte. I Versus non furono però scritti molto più tardi della metà del VII secolo, poiché alla fine di questo secolo troviamo già alcuni manoscritti che contengono almeno una parte dei tituli, attribuiti proprio ad Isidoro con nome e cognome. In alcuni di essi non si afferma solamente che sia stato il sivigliano a comporli, ma anche che egli stesso ne abbia curato l’edizione.
Esistono due recensioni dell’opera: la versione breve (15 poemi) e quella lunga (24 poemi). La selezione breve però, sembra non poter appartenere ad Isidoro, poiché trasmette anche trattati di Martino di Braga che Isidoro non conosceva e tramanda un testo talvolta troppo corrotto. La redazione isidoriana è individuabile nella recensione lunga: è più completa, spesso si accompagna alle Quaestiones, è conosciuta dagli altri letterati visigoti e mozarabi ed infine risulta metricamente più corretta.
Per quanto riguarda la tradizione manoscritta, studiata da J.Mª. Sánchez Martín, vi sono cinque esemplari della versione breve, realizzati tra il X e il XVIII secolo, mentre i testimoni della versione lunga studiati dall’ultimo editore sono 34 (copiati tra VII e XV secolo), ai quali si aggiungono alcuni frammenti. La versione lunga, nella sua tradizione testuale, sembra essersi suddivisa in tre rami, che risalgono rispettivamente ad un subarchetipo franco-tedesco, ad uno iberico e ad uno francese. Lo stemma presentato da Sánchez Martín risulta generalmente corretto, anche se il suo studio stemmatico è troppo sintetico: vi sono 14 manoscritti dei Versus che non vengono citati nello stemma. Per questo motivo, J.C. Martín Iglesias lo aggiorna con la sua proposta.
L'editio princeps dei Versus è quella di J. Tamayo de Salazar (1652), mentre l’edizione della Patrologia Latina riproduce quella di Arévalo (1803), che si serve a sua volta di J. Tamayo de Salazar, L.A. Muratori (1698) ed E. Flórez (1752). L’edizione più utilizzata nel tempo è stata quella di Ch.H. Beeson (1913), che precede l’ultima edizione critica realizzata da Sánchez Martín (2000).

### Edizioni
- Braulio de Zaragoza, La Renotatio librorum domini Isidori. Introducción, edición critica y traducción, ed. J.C. Martìn Iglesias, San Millán de la Cogolla 2004.
- Divi Isidori Hispalensis episcopi opera omnia, ed. J. Grial, Madrid 1599.
- Isidori Hispalensis Versus, ed. J.Mª. Sánchez Martín, Turnhout 2000.
- Isidorus Hispalensis, Versus, ed. Ch.H. Beeson, Monaco 1913.
- S. Isidori Hispalensis Episcopi Hispaniarum doctoris opera omnia, ed. F. Arevalo, tomo VII, Roma (1803), pp. 179–183.

### Studi
- La trasmissione dei testi latini nel Medioevo, volume II, cit., pp. 396–406.
- Ch.H. Beeson, Isidor-Studien, München (1913), pp. 157–166.
- F. Trisoglio, Introduzione a Isidoro di Siviglia, Brescia (2009), pp. 117–118.

| Controllo di autorità | VIAF (EN) 184202067 · LCCN (EN) nr00026288 · GND (DE) 4605309-8 |